# Magische wezens in de Harry Potter-reeks
Magische wezens (Engels: Magical creatures) zijn onderdeel van de tovenaarswereld uit de Harry Potter-boekenreeks van de Britse schrijfster J.K. Rowling.
In de boeken ontmoeten Harry en zijn vrienden veel van de wezens tijdens hun avonturen en in de lessen Verzorging van Fabeldieren. Rowling heeft ook het boekje Fabeldieren en Waar Ze Te Vinden geschreven, een gids over de magische wezens uit de reeks. Veel van deze schepselen zijn voortgekomen uit folklore, hoofdzakelijk uit de Griekse mythologie, maar ook uit de Britse en Scandinavische folklore.
Veel huisdieren uit de serie zijn normale huisdieren met magische eigenschappen. Uilen kunnen bijvoorbeeld post bezorgen. Alleen wezens die exclusief in de tovenaarswereld voorkomen zijn hieronder gezet.

## Magizoölogie
Magizoölogie is de leer der magische dieren (fabeldieren) in de Harry Potter-boeken. Mensen die magizoölogie studeren zijn magie-zoöloogen. Er zijn magie-zoöloogen die werken op het Ministerie van Toverkunst, op het Departement van Toezicht op Magische Wezens. Een bekende magie-zoöloog is Newt Scamander. Hij is in de Harry Potter-boeken schrijver van Fabeldieren en Waar Ze Te Vinden.

## Reglement en classificatie
Het Departement van Toezicht op Magische Wezens is verdeeld in 3 afdelingen: Dieren, Wezens en Geesten. Wezens zijn alle schepsels met voldoende intelligentie om de wetten van de magische gemeenschap te kunnen begrijpen en mede zorg te dragen voor de vormgeving van de wetten. Dieren zijn alle schepsels die die intelligentie niet bezaten. Zaken die betrekking hebben op geesten vallen onder de Afdeling Geesten.
Het Departement van Toezicht op Magische Wezens classificeert magische wezens op een schaal van X tot XXXXX als volgt.
- X: Slaapverwekkend
- XX: Onschadelijk/Kan als huisdier worden gehouden
- XXX: Mag geen problemen opleveren voor kundig tovenaar
- XXXX: Gevaarlijk / vereist speciale kennis / eventueel handelbaar door bekwaam tovenaar
- XXXXX: Bekende Tovenaardoder/Onmogelijk af te richten of te temmen

## Lijst van Fabeldieren
| - Acromantula - XXXXX - Aswinder - XXX - Augurei - XX - Basilisk - XXXXX - Billywig - XXX - Schroeistaartige Skreeft- XXXX - Boomtrul - XX - Bundimun - XXX - Centaur - XXXX - Chimaera - XXXXX - Kontamineet - XX - Clabbert - XX - Crup - XXX - Demiguise - XXXX - Dirikal - XX - Doxy - XXX - Draak - XXXXX - Antipodische Opaaloog - Chinese Zenger / Leeuwdraak - Gewone Groene Huisdraak - Hebridische Zwartkop / Schotse Zwartkop - Hongaarse Hoornstaart - Noorse Bultrug - Oekraïenze IJzerbuik - Peruaanse Addertand - Roemeense Langhoorn - Zweedse Stompsnuit - Doolzomp - XXX - Erkling - XXXX - Erumpent - XXXX - Fee - XX | - Vuurkrab - XXX - Flubberwurm - X - Fwoeper - XXX - Grauwel - XXX - Kommerhommel - XXX - Kabouter - XX - Graphorn - XXXX - Griffioen - XXXX - Wierling - XX - Hippocampus - XXX - Hippogrief - XXX - Horklump - X - Alf - XX - Jarvey - XXX - Juttemus - XX - Kappa - XXXX - Kelpie - XXXX - Knarl - XXX - Kwistel - XXX - Ierse kabouter -XXX - Stik-de-Moord / Sluier des Doods - XXXXX - Lobbelog - XXX - Lagerwalkrab - XXX - Mantichore - XXXXX - Mook - XXX - Maankalf - XX - Meermensen - XXXX - Murtlap - XXX - Delfstoffer - XXX - Nogtands - XXX - Noendoe - XXXXX - Occamy - XXXX | - Feniks - XXXX - Keltisch Aardmannetje - XXX - Plimpy - XXX - Pogrebin - XXX - Porlock - XX - Pulkerik - XX - Ukkepulk - XX - Quintaped / Harige Macboon - XXXXX - Ramora - XX - Roodkopje - XXX - Re'em - XXXX - Runespoor - XXXX - Salamander - XXX - Zeeslang - XXX - Scheldvis - XXX - Smiecht - XXXX - Sfinx - XXXX - Streeler - XXX - Tebo - XXXX - Trol - XXXX - Bergtrol - Woudtrol - Riviertrol - Terzieler - XXXX - Eenhoorn - XXXX - Vliegend Paard - XX–XXXX - Abraxas - Aethoniër - Granische Grijze - Terzieler - Vuursalamander - Yeti / Verschrikkelijke Sneeuwman - XXXX - Zompelaar - XXX |

## Lijst van Wezens
- Glamorgana
- Grim
- Huiselfen
- Kobolden
- Reuzen

### Duistere Wezens
Duister wezens zijn geen normale dieren. Ze gebruiken hun donkere krachten voor meer dan alleen overleven. Veel Magische Wezens, zoals de Mantichora en de Erkling, zijn heel gevaarlijk maar zijn niet aangeduid als Duistere wezens omdat zij natuurlijke roofdieren zijn die hun kracht gebruiken voor hun vraag naar voedsel en overleving zonder kwaadwillige doeleinden. Een Duister Wezen, daarentegen, gebruikt zijn macht omwille van het kwaad. Niet voor zijn eigen overleving.
De meeste Duistere Wezens zijn niet, naar menselijke normen, intelligent. Vampiers en Weerwolven, die wel intelligent zijn, zijn deelsmens.
Lijst met bekende Duistere Wezens:
- Zombies
- Boeman
- Dementors
- Wierlingen - XX
- Necroten - XXXXX
- Feeksen
- Zompelaar - XXX
- Kappa - XXXX
- Roodkopjes - XXX
- Vampiers† - XXXX
- Weerwolven† - XXXXX
- Obscurus - XXXXX

† = Deels mens

## Geesten
In de toverwereld, bestaan er naast de tovenaars, ook nog geesten. Niet alleen binnen Zweinsteins Hogeschool voor Hekserij en Hocus-Pocus, maar overal in de magische wereld vind je ze.
Er is over twee soorten geesten geschreven in de Harry Potter boeken:
- Kameleongeest

Kan van gedaante veranderen en bijvoorbeeld een harnas worden.
- Klopgeest

Een klopgeest is niet doorzichtig, en heeft gewoon kleuren.
Hieronder een lijst met bekende geesten:
- De Bloederige Baron
- De Dikke Monnik
- De Grijze Dame (Helena Ravenklauw)
- Foppe de Klopgeest
- Haast Onthoofde Henk (Heer Hendrik van Malkontent tot Maling)
- Jammerende Jenny
- Professor Kist
- Dikke Geest (een van de gasten op Haast Onthoofde Henks sterfdagfeestje)
- Ridder met pijl in zijn voorhoofd (een van de gasten op Haast Onthoofde Henks sterfdagfeestje)
- Weeklagende Weduwe (een van de gasten op Haast Onthoofde Henks sterfdagfeestje)
- In lompen gehulde man met ketenen (een van de gasten op Haast Onthoofde Henks sterfdagfeestje)
- Parcifal Zonderling-Zonderland (lid van Jachtgezelschap de Koplopers)